# Solace of the Mind
Solace of the Mind ist ein Musikalbum von Amina Claudine Myers. Die am 27. und 28. Oktober 2023 im Studio Sear Sound, New York City, und am 9. Februar 2024 im Heimstudio entstandenen Aufnahmen erschienen am 20. Juni 2025 auf Red Hook Records.

## Hintergrund
Eine der unterschätzten Legenden der Jazz-Avantgarde, die Keyboarderin Amina Claudine Myers, würde endlich die Anerkennung erhalten, die ihr gebührt. Als frühes Mitglied der Association for the Advancement of Creative Musicians (AACM) Mitte der 1960er-Jahre wurden ihre Leistungen manchmal von überragenden Kollegen wie Muhal Richard Abrams, Lester Bowie oder Henry Threadgill in den Schatten gestellt. Doch die letzten Jahre boten die Gelegenheit, ihren Platz im Jazzkanon neu zu bewerten, meint Troy Dostert. 2024 wurde Myers mit dem National Endowment for the Arts Jazz Master ausgezeichnet, 2025 folgte ein Mellon Jazz Legacies Fellowship. Diese Auszeichnungen gingen einher mit der Rückkehr zu neuen Aufnahmen, darunter ihr Album mit dem Trompeter Wadada Leo Smith, Central Park’s Mosaics of Reservoir, Lake, Paths and Gardens (2024) und Solace of the Mind, ein Soloalbum der Pianistin, die ihren Zuhörern die Gelegenheit gibt, auf eine jahrzehntelange Karriere als Musikerin zurückzublicken.
Duet, ihr 1981 auf dem Label Black Saint erschienenes Album mit ihrem Pianistenkollegen und AACM-Gründer Abrams, bot nicht nur Raum für lebhafte Avantgarde-Exkursionen, sondern enthielt auch Momente aus Gospel, Ragtime und sogar Boogie-Woogie. Myers’ Verbundenheit mit der Tradition der Black Church war schon immer deutlich spürbar, so Dostert: Viele ihrer Aufnahmen enthielten reichlich Interpretationen von Spirituals, insbesondere auf Sama Rou, einem 2016 im Eigenverlag erschienenen Projekt. Und es gibt ein Beispiel für ihre meisterhafte Beherrschung des Blues auf ihrem Album Salutes Bessie Smith, das 1979 zum Start von Leo Records beitrug.

## Titelliste
- Amina Claudine Myers: Solace of the Mind (Red Hook Records RH1007)[2]

1. African Blues 3:22
2. Song for Mother E 6:10
3. Sensuous 5:19
4. Steal Away 2:56
5. Ode to My Ancestors 3:12
6. Voices 6:00
7. Hymn for John Lee Hooker 1:31
8. Twilight 4:49
9. Cairo 3:44
10. Beneath the Sun 3:44

Die Kompositionen stammen von Amina Claudine Myers.

## Rezeption
Obwohl Myers’ Beherrschung ihres Instruments durchaus kraftvoll klinge, sei die Gesamtstimmung auf Solace besinnlich und eher einer reflektierenden Meditation als einem Klaviertraining angemessen, schrieb Troy Dostert in seiner Besprechung des Albums für All About Jazz. Selbst die abstrakteren Stücke wie „Twilight“ oder „Beneath the Sun“ würden eher nachdenklich als überwältigend wirken. Dies ermögliche jedoch eine umfassendere Würdigung von Myers’ intensiver Lyrik, die am wirkungsvollsten ist, wenn sie am wenigsten ausgeschmückt ist. Einige der hier aufgeführten Stücke seien bereits auf früheren Veröffentlichungen zu hören gewesen, was Myers die Gelegenheit gegeben hätte, die Essenz jeder Melodie aus ihren anderen Versionen herauszufiltern; die daraus resultierende Einfachheit der Stücke trage zur Schönheit der Musik bei. Der Album-Opener „African Blues“ sei auf Salutes Bessie Smith deutlich ausführlicher behandelt worden, hier jedoch zu einer kraftvollen, ausdrucksstarken Version verdichtet, die die Affinität zwischen afrikanischen und Gospel-Musikformen unterstreiche. In ähnlicher Weise interpretiere sie „Steal Away“, das klassische Spiritual, mit tiefer Sensibilität und subtiler Kraft. Die aktuelle Version von „Song for Mother E“, dem Titelsong ihres Albums von 1980, wirke impressionistischer, verkörpere aber dennoch die Gospel-Wurzeln des Stücks.
Amina Claudine Myers, deren Wurzeln tief in der Tradition der AACM verwurzelt sind, präsentiere am Klavier und an der Hammond B3-Orgel ein Solowerk, das sowohl tief kontemplativ als auch mitreißend sei, schrieb Dave Sumner (Bandcamp). Die Zusammenarbeit mit Wadada Leo Smith im Jahr zuvor habe bereits angedeutet, was auf diesem Album zu erwarten sei. Doch dies sei eine Aufnahme, bei der die Musik einen wie aus heiterem Himmel treffe, egal wie vertraut man mit einem bestimmten Künstler ist. Erinnert sei auch an das Label Red Hook Records, Dessen Gründer Sun Chung ehemaliger Produzent bei ECM Records war, was einen deutlichen Hinweis auf die Klangqualität dieser Aufnahme geben sollte.
Marcus A. Woelfle, der Solace of the Mind für das Magazin Rondo rezensierte, stellte fest, dass Myers hier in zehn entschleunigten, meditativen Stücken Einkehr halte, dabei nie einen Ton zu viel spiele, sondern jedem Klang und jeder Pause nach spüre. Es sei Jazz zur Andacht, „gelassen, trostspendend, berührend.“„“ Wer sie als gute Bluesmusikerin in Erinnerung habe, habe vielleicht etwas in dieser Richtung erwartet. Allerdings würden selbst die Titel „African Blues“ und die „Hymn For John Lee Hooker“ nach Kirche und nicht nach Kneipe klingen. Anders als auf früheren Alben singe Myers auch nicht, sondern nutze lediglich in dem Orgelstück „Ode to My Ancestors“ ihre Stimme, um Worte der Verbundenheit mit ihren Ahnen zu sprechen. An einigen Titeln wie „Song for Mother E“, die sie schon lange im Repertoire habe, könne man erkennen, dass die Musikerin gereift sei. „In den Zeiten der Krisen und Kriege wirkt Amina Claudine Myers’ Musik wie eine aufrichtende Bastion des inneren Friedens.“